# Akodon orophilus
Akodon orophilus är en däggdjursart som beskrevs av Wilfred Hudson Osgood 1913. Akodon orophilus ingår i släktet fältmöss, och familjen hamsterartade gnagare. IUCN kategoriserar arten globalt som livskraftig. Inga underarter finns listade i Catalogue of Life.
Denna fältmus förekommer i Anderna i norra Peru och södra Ecuador. Den vistas där mellan 1800 och 3700 meter över havet. Habitatet utgörs av fuktiga skogar, buskskogar och gräsmarker. Arten besöker även jordbruksmark.